# Парк Космонавтів
Парк космона́втів — міський парк культури та відпочинку в Росії, який розташований в місті Іжевськ, Удмуртія.
В січні 1960 року в Іжевську почались роботи з будівництва заводу «Буммаш» та прилеглих житлових будинків для робітників. Для звільнення території під будівлі вирубувались лісові масиви, але частина була залишена для майбутнього парку. Документально оформлений він був в 1969 році. Тоді ж були визначені його межі, зведена огорожа, прокладені алеї.